# KNOCK KNOCK (트와이스의 노래)
"KNOCK KNOCK"은 대한민국의 걸 그룹 트와이스의 스페셜 앨범 TWICEcoaster : LANE 2 (2017)에 수록된 곡이다. 2017년 2월 20일 JYP 엔터테인먼트를 통해 앨범의 리드 싱글로 발매되었다. 심은지, Lee Woo-min "Collapsedone", 와키사카 마유가 작사했다.

## 배경과 발매
2017년 1월 18일, 트와이스가 서울 콘서트 이후 스페셜 앨범을 발매할 것이라고 보도되었다. 2월 초, 트와이스는 2월 20일 TWICEcoaster : LANE 1의 리패키지 앨범인 TWICEcoaster: Lane 2를 "Knock Knock"이라는 신곡과 함께 공식적으로 발매한다고 발표했다.
"Knock Knock"의 뮤직비디오 티저 두 개가 2월 17일과 18일 자정에 공개되었다. 첫 번째 티저는 "TT"의 뮤직비디오 마지막 부분에 들렸던 노크 소리로 시작되었고, 두 번째 티저는 스톱 모션 비디오에서 다양한 의상을 입은 멤버들의 모습을 보여주었다. 최종 그룹 이미지 티저는 2월 19일 자정에 공개되었다. 트와이스는 또한 네이버 V Live를 통해 한국 표준시 23시 30분에 컴백 카운트다운을 하며 팬들에게 인사했다. "Knock Knock"의 뮤직비디오는 다음 날 앨범 발매와 함께 공식적으로 공개되었다. 또한 다양한 음악 사이트에서 디지털 다운로드로도 발매되었다.

## 뮤직비디오
"Knock Knock"의 뮤직비디오는 Naive Creative Production이 감독했다. 영상의 일부 장면에는 스톱모션 효과가 사용되었다. 이 뮤직비디오는 발매 후 24시간 이내에 유튜브에서 거의 천만 뷰를 기록했으며, 152시간 만에 K-pop 그룹 뮤직비디오 중 가장 빠른 3천만 뷰를 달성하는 신기록을 세웠다. 2017년 상반기 가장 많이 본 K-pop 뮤직비디오였으며, 그해 유튜브 코리아 최고 인기 뮤직비디오 순위에서 1위를 차지했다. 또한 2017년 유튜브 일본 인기 트렌드 뮤직비디오에서 10위를 차지했다.
이 뮤직비디오는 트와이스가 슬럼버 파티와 눈싸움을 즐기는 모습을 담고 있다. JYP 엔터테인먼트의 설립자인 박진영 프로듀서도 짧게 출연했다. 마지막 장면은 "TT" 뮤직비디오의 마지막 장면과 동일했다.

## 반응
2017년 2월 25일로 끝나는 주간 가온 디지털 차트에서 1위를 차지했으며, 발매 첫 주에 319,957 다운로드와 7,136,193 스트리밍을 기록했다. 다음 주에는 가온 뮤직 차트에서 2위로 하락했으며, 141,204 다운로드와 6,965,178 스트리밍을 기록했다. 이 싱글은 또한 월드 디지털 송 세일즈 차트에서 5위, 재팬 핫 100 차트에서 15위를 기록했다.
Dazed의 2017년 베스트 K-pop 노래 20곡에서 16위를 차지했다. "Knock Knock"은 2017년 11월 가온 뮤직 차트에서 1억 스트리밍을 돌파했으며, 2019년 9월에는 250만 다운로드를 돌파했다.
영화 스파이 지니어스에도 삽입되었다.

## 홍보

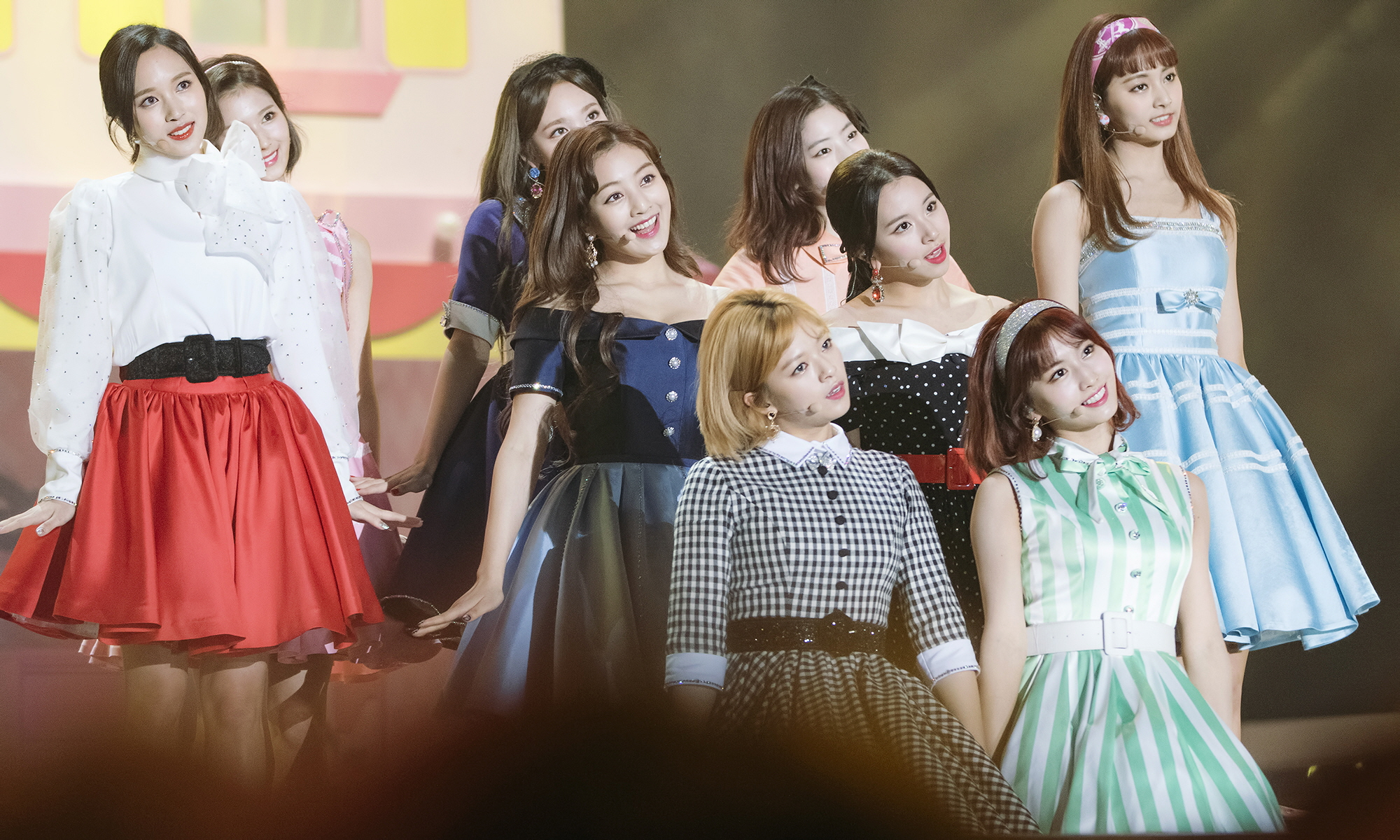
2017년 12월 2017 멜론 뮤직 어워드에서 "Knock Knock"을 공연하는 트와이스

2017년 2월 20일, 트와이스는 네이버 V LIVE에서 한국 표준시 20시에 라이브 방송을 진행하며 팬들과 함께 컴백을 축하했다. 그룹은 앨범, 리드 싱글 "Knock Knock"과 뮤직비디오, 그리고 2월 17일부터 19일까지 진행된 첫 단독 콘서트와 아시아 투어에 대해 이야기했다. 또한 "Knock Knock"의 전체 안무를 선보였다. 다음 날, 트와이스는 2월 25일 방영된 유희열의 스케치북 녹화에 참여했는데, 이는 TWICEcoaster: Lane 2의 첫 예능 프로그램이었다. 그룹의 출연은 "20대에게 불러주고 싶은 노래"라는 콘셉트의 월간 스페셜 에피소드에 포함되었다.
2월 23일, 트와이스는 엠카운트다운에서 첫 컴백 무대를 가졌다. 이어 2월 24일부터 26일까지 뮤직뱅크, 쇼! 음악중심, SBS 인기가요에서 각각 공연을 펼쳤고, 3월 7일 더 쇼와 8일 쇼 챔피언으로 이어졌다. 그룹은 3월 12일 SBS 인기가요에서 음악 방송 활동을 마무리했다.

## 일본어 버전
2017년 2월 24일, 트와이스는 6월 28일에 일본 데뷔를 확정했다고 공식적으로 발표했다. 이들은 "Knock Knock"의 한국어 및 일본어 버전을 포함한 10곡으로 구성된 컴필레이션 앨범 #Twice를 발매했다. 일본어 가사는 원곡의 작사가들이 작사했다.

## 수상
| 연도 | 시상식                     | 부문                            | 결과 | Ref.          |
| ---- | -------------------------- | ------------------------------- | ---- | ------------- |
| 2017 | 제9회 멜론 뮤직 어워드     | 베스트 송상 (올해의 노래)       | 후보 | [ 42 ]        |
| 2017 | 제9회 멜론 뮤직 어워드     | 베스트 댄스 – 여성              | 수상 | [ 42 ]        |
| 2018 | 제32회 골든 디스크 어워즈  | 디지털 음원 대상 (올해의 노래)  | 후보 | [ 43 ] [ 44 ] |
| 2018 | 제32회 골든 디스크 어워즈  | 디지털 음원 본상                | 수상 | [ 43 ] [ 44 ] |
| 2018 | 제7회 가온차트 뮤직 어워즈 | 올해의 가수 – 디지털 음원 (2월) | 수상 | [ 45 ]        |

| 프로그램     | 날짜 (총 9회)   | 참고   |
| ------------ | --------------- | ------ |
| 엠카운트다운 | 2017년 3월 2일  | [ 46 ] |
| 엠카운트다운 | 2017년 3월 16일 | [ 47 ] |
| 뮤직뱅크     | 2017년 3월 3일  | [ 48 ] |
| 뮤직뱅크     | 2017년 3월 17일 | [ 49 ] |
| SBS 인기가요 | 2017년 3월 5일  | [ 50 ] |
| SBS 인기가요 | 2017년 3월 12일 | [ 51 ] |
| SBS 인기가요 | 2017년 3월 19일 | [ 52 ] |
| 더 쇼        | 2017년 3월 7일  | [ 53 ] |
| 쇼 챔피언    | 2017년 3월 8일  | [ 54 ] |

## 차트
| 차트 (2017)                         | 최고 순위 |
| ----------------------------------- | --------- |
| 일본 (재팬 핫 100)                  | 15        |
| 필리핀 (필리핀 핫 100)              | 100       |
| 대한민국 (가온)                     | 1         |
| 대한민국 (코리아 K-팝 핫 100)       | 25        |
| 미국 월드 디지털 송 세일즈 (빌보드) | 5         |

| 차트 (2017)        | 순위 |
| ------------------ | ---- |
| 일본 (재팬 핫 100) | 60   |
| 대한민국 (가온)    | 8    |

## 인증
| 국가                        | 인증 | 판매량/출하량 |
| --------------------------- | ---- | ------------- |
| 일본 (RIAJ)                 | 골드 | 50,000,000    |
| 스트리밍을 기반으로 한 인증 |      |               |

## 같이 보기
- 2017년 가온 디지털 차트 1위 목록